# Celia de Molina
Celia de Molina Díaz (Linares, Jaén; 31 de 31 de març de 1983) és una actriu i guionista espanyola coneguda per protagonitzar la pel·lícula Cómo sobrevivir a una despedida i per ser la creadora i conductora de la websèrie El antivlog.

## Biografia
Celia de Molina va néixer el 31 de març de 1983 a Linares, Jaén, però es va criar a Granada. És la filla d'Agustín de Molina Ortega i Emilia Díaz Quero. És la germana gran de l'actriu, Natalia de Molina. Té dues germanes grans, Isabel de Molina i Emília de Molina. Es va llicenciar a l'Escola Superior d'Art Dramàtic de Sevilla i Màlaga en 2007 i ha realitzat diversos cursos de formació, tant d'interpretació com de dansa i cant.

## Carrera
Ha desenvolupat la major part de la seva carrera com a actriu en el teatre. En 2010 va crear l'espai teatral Garage Lumière a Madrid, el qual va dirigir i va exercir el paper de programadora escènica durant tres anys.
El seu debut en televisió va ser amb un petit paper episòdic en la sèrie de Canal Sur Arrayán. També ha participat en sèries com Anclados, Yo quisiera o Cuerpo de Élite amb personatges episòdics. En 2018 ha participat com a secundària en la sèrie "Lontano da te", actualment en passada de postproducció i que podrà veure's a Itàlia i a Espanya, en l'elenc participen actors com Megan Montaner, Pepón Nieto i Rosario Pardo, entre d'altres.
Al cinema ha tingut diverses incursions com actriu secundària. La seva gran oportunitat li va arribar en 2015 quan va protagonitzar la pel·lícula Cómo sobrevivir a una despedida de la directora Manuela Burló Moreno. En aquesta cinta va compartir elenc amb la seva germana Natalia de Molina, Úrsula Corberó, Brays Efe i María Hervás.
En 2016 crea i protagonitza la webserie El antivlog que es pot veure a través de la plataforma Flooxer. Es tracta d'una crítica del món vlogger en clau d'humor.
En 2017 comença a col·laborar en l'espai d'humor dirigit per Andreu Buenafuente, Late motiv, emès en el canal de pagament #0. També aquest any participa en la segona temporada de la sèrie El fin de la comedia, protagonitzada pel còmic Ignatius Farray.
El 2021 va rodar el seu primer llargmetratge com a guionista i directora "No es universal" en les Residències de l'Acadèmia de Cinema. El 2024 va rodar el llargmetratge Cuarentena, nominada al Goya al millor curtmetratge de ficció.

## Filmografia

### Llargmetratges
| Any  | Títol original                             | Director/a               | Personatge |
| ---- | ------------------------------------------ | ------------------------ | ---------- |
| 2009 | Madre amadísima                            | Pilar Távora             | Celia      |
| 2013 | Temporal                                   | José Luis López González | Jenifer    |
| 2015 | Cómo sobrevivir a una despedida            | Manuela Burló Moreno     | Gisela     |
| 2016 | Marica tú                                  | Ismael Núñez             | Charuca    |
| 2019 | ¿A quién te llevarías a una isla desierta? | Jota Linares             | Celia      |
| 2021 | El Cover                                   | Secun de la Rosa         | Amanda     |

### Televisió
| Any       | Sèrie                     | Cadena         | Personatge        | Notes       |
| --------- | ------------------------- | -------------- | ----------------- | ----------- |
| 2015      | Anclados                  | Telecinco      | Carolina González | 1 episodi   |
| 2016-2017 | El antivlog               | Flooxer        | Celia             | 12 episodis |
| 2017      | El fin de la comedia      | Comedy Central | Ella mateixa      | 1 episodi   |
| 2018      | Cuerpo de élite           | Antena 3       | Loli García       | 1 episodi   |
| 2018      | Yo quisiera               | Divinity       | Celia             | 1 episodi   |
| 2018      | Gente hablando            | Flooxer        | Marta             | 1 episodi   |
| 2018      | Pequeñas coincidencias    | Prime Video    | Cunyada de Javi   | 1 episodi   |
| 2019      | Terror y feria            | Flooxer        | Rosa Mari Lifante | 1 episodi   |
| 2020      | Lejos de ti               | Telecinco      | Anna              | 7 episodis  |
| 2021      | El Vecino                 | Netflix        | Greta             | 3 episodis  |
| 2021      | Reyes de la noche         | Movistar       | Concha            | 6 episodis  |
| 2023      | Urban. La vida es nuestra | Prime Video    | Eva               | 6 episodis  |

### Programes de televisió
| Any             | Títol original   | Cadena | Notes          |
| --------------- | ---------------- | ------ | -------------- |
| 2017            | Late motiv       | #0     | Col·laboradora |
| 2018 - presente | La hora YouTuber | Los 40 | Col·laboradora |

## Vida personal
Manté una relació amb l'italià Francesco Pozzi amb qui té un fill.